# Divignano
Divignano (piemontiul: Divignan vagy Dimijan) település Olaszországban, Piemont régióban, Novara megyében. Lakosainak száma 1414 fő (2023. január 1.). Divignano Agrate Conturbia, Borgo Ticino, Marano Ticino, Mezzomerico, Pombia és Varallo Pombia községekkel határos.

## Népesség
A település lakossága az elmúlt években az alábbi módon változott:
| Lakosok száma | 1419 | 1404 | 1414 |
|               | 2017 | 2018 | 2023 |